# Louis Lachenal
Louis Lachenal (Annecy, 17 de julho de 1921 - Vale Branco de Chamonix-Monte-Branco, 25 de novembro de 1955) foi um alpinista que fez parte da expedição francesa ao Annapurna em 1950.
Desde jovem sempre esteve mais interessado pela montanha que pelos estudos, pelo que em 1941 tornou-se membro da organização francesa para-militar "Juventude e Montanha", organização destinada a formar os jovens às coisas da montanha, e em 1942 obteve o certificado do Clube alpino francês. Já como guia de montanha encontra Gaston Rébuffat quando ambos esperavam um comboio. Nesse mesmo ano torna-se guia de montanha e monitor de esqui em Contamines-Montjoie.

## Datas
- 1945 - primeiras corrida de montanha com Lionel Terray onde atacam a Ponta Walker nas Grandes Jorasses.
- 1948 - torna-se membro da Companhia dos guias de Chamonix, e num mesmo dia faz a aresta este do Dent du Crocodile, Dent du Caïman e via Ryan da Aiguille du Plan.[1]
- 1950 - toma parte na expedição francesa ao Annapurna, chefiada por Maurice Herzog e Louis Lachenal.

## Distinções
Como todos os outros participantes da expedição ao Annapurna, também recebeu o Prix Guy Wildenstein 